# Şeyma Erenli
Şeyma Erenli (* 9. Dezember 1988 in Melbourne, Victoria) ist eine australische Fußballspielerin türkischer Abstammung.

## Leben
Şeyma Erenli wuchs im Melbourner Stadtteil China Town auf.
Von 2008 bis 2011 studierte Erenli Sport auf Lehramtsbasis an der Indiana State University und spielte für deren Athletic team Sycamores. Zuvor besuchte sie zwei Jahre lang das Royal Melbourne Institute of Technology.

## Fußballkarriere

### Vereine
Erenli startete ihre Karriere 2002 im Ashburton Women's Soccer Club und spielte für das Team fünf Jahre, davon vier für die Seniormannschaft in der Victorian Women's Premier League. Im April 2012 kehrte sie nach Australien zurück und spielt seitdem wieder für ihren Jugendverein Ashburton Women's SC.

### Nationalmannschaft
Ereneli debütierte für die türkische A-Nationalmannschaft am 23. November 2011 im Länderspiel gegen Rumänien.